# Flash (arme à feu)
Pour les articles homonymes, voir Flash.

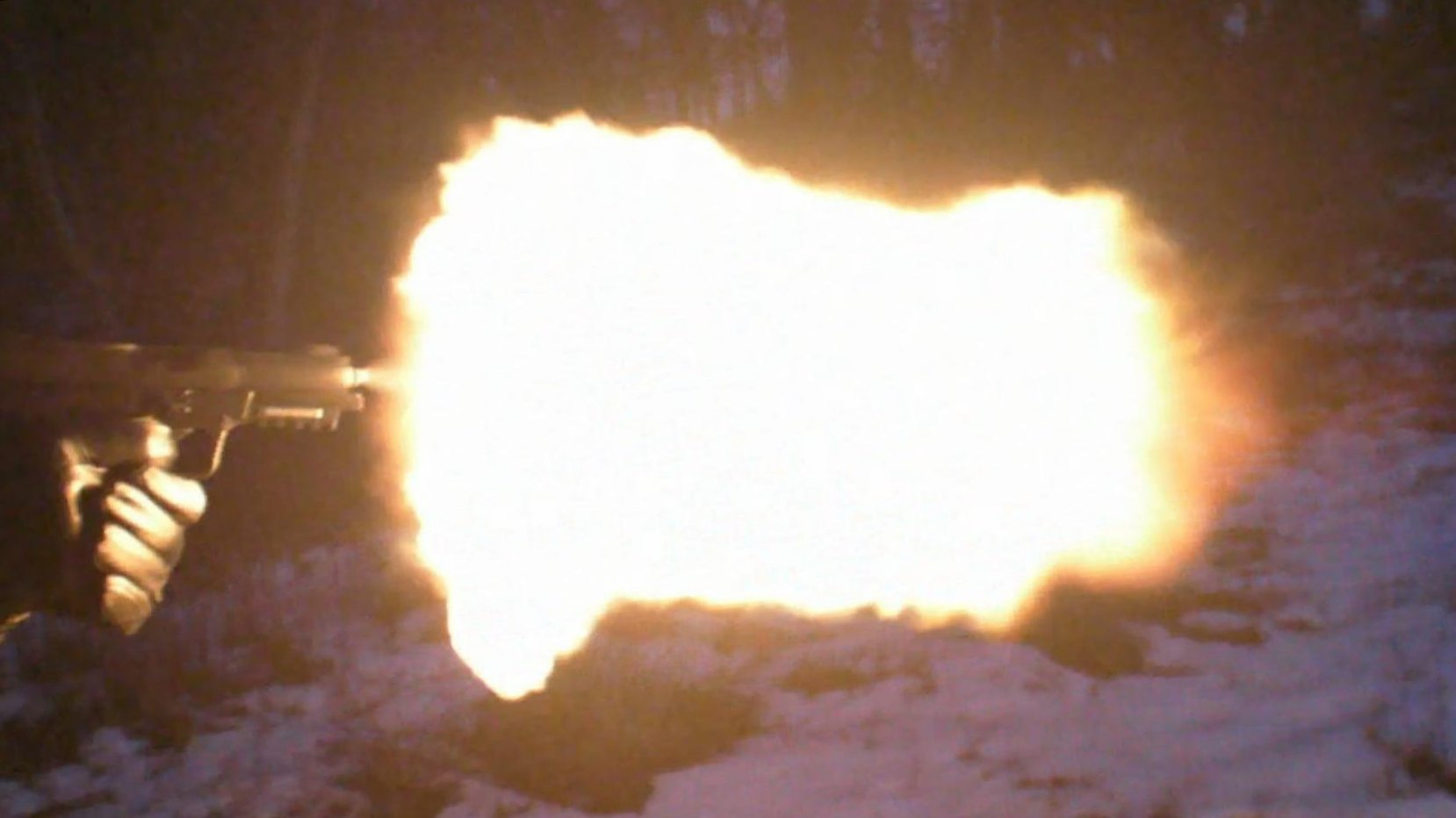
Flash d'un FN Five-seveN.

Le flash, dans le domaine des armes à feu, est la lumière — à la fois visible et infrarouge — créée par l'explosion du canon qui est causée par la libération et l'expansion soudaines de gaz à haute température et à haute pression lors d'un tir. Le souffle et l'éclair sont tous deux des produits de la combustion exothermique de l'agent propulseur (poudre à canon), et les poudres non brûlées restantes réagissent avec l'air ambiant. La taille et la forme de l'éclair dépendent de l'énergie de combustion du propergol utilisé, de la quantité d'éjecta combustible restant et de tout dispositif fixé au canon (tel qu'un anti-flash ou un silencieux).

## Détection
Les flashs créent des signatures distinctes qui peuvent être localisées à l'aide de la technologie d'imagerie infrarouge. Une technologie est en cours de développement pour détecter les flashs de l'ennemi avant que le projectile n'atteigne sa cible. 